# یواس‌اس مک‌گاون (دی‌دی-۶۷۸)
یواس‌اس مک‌گاون (دی‌دی-۶۷۸) (به انگلیسی: USS McGowan (DD-678)) یک کشتی بود که طول آن ۱۱۴٫۷ متر (۳۷۶ فوت) بود. این کشتی در سال ۱۹۴۳ ساخته شد.